# セブンティウイザン
『セブンティウイザン』は、タイム涼介による日本の漫画シリーズ。第1章『セブンティウィザン』がWEBコミックサイト『くらげバンチ』（新潮社）にて2016年9月23日から2018年まで、『コミックバンチweb』（新潮社）に移籍して同年4月から6月まで連載、新潮社BUNCH COMICSより刊行された。全5巻。超高齢出産を題材に、65歳の夫と70歳の妻の老夫婦が出産・育児に挑む姿を描く。第21回（2018年）文化庁メディア芸術祭マンガ部門審査委員会推薦作品。
育児に加えて終活を題材とした第2章『セブンティドリームズ』が『月刊コミックバンチ』（新潮社）にて2018年11月号から2020年12月号まで連載され、以後は『コミックバンチweb』で連載。webでの新規連載は2021年1月22日から開始。単行本は新潮社BUNCH COMICSより刊行されている。既刊4巻。
両作を原作として『70才、初めて産みますセブンティウイザン。』（ななじゅっさい はじめてうみますセブンティウイザン）と題しテレビドラマ化され、NHK BSプレミアム「プレミアムドラマ」枠にて2020年4月5日から5月24日まで放送された。

## あらすじ
セブンティウイザン
定年退職した朝一は、大学病院で精密検査をした夕子から妊娠を告げられた。

セブンティドリームズ
3歳となったみらいは幼稚園へ通い始め、幸せな子育て生活を過ごすある日、朝一がガンを告げられた。

## 登場人物
江月朝一（えづき あさいち）〈65〉
主人公。妻の妊娠に大いに動転するも、夕子の覚悟を見て現実を受け入れる。出産前は夕子の体調を過剰なほど心配し周囲の危険にも非常に敏感になる。ヘビースモーカーだったが、逆流性食道炎を発症したことを機に喫煙をやめる。趣味は野鳥観察とカメラ撮影で、みらいが生まれてからはみらいの写真を撮りまくる。退職した会社では浮いており、同僚とも疎遠だった。14歳で父親を、20歳で母親を亡くし、25歳で夕子と結婚するまで天涯孤独だった。みらいの保育園入園を機に清掃会社で働き始める。
江月夕子（えづき ゆうこ）〈70〉
朝一の妻。朝一とはお見合い結婚だった。若い頃はとても美人だった。本当は良家の末娘で、大学の同級生だった男と駆け落ちしたが失敗、そのため家から勘当されている。みらい出産後張り切って子育てをしていたが過労で倒れる。
江月 みらい（えづき みらい）
江月夫婦の一人娘。生年月日は2016年9月28日（ドラマ版）。出生時体重2720g。1歳6カ月から保育園かるがもランド、3歳から鴨南第一幼稚園に通う。お気に入りのキャラクターは「カブゾー」。
鬼子母龍太郎
夕子の主治医。早慶大学病院院長。夕子の妊娠に際し「おめでたいこと」と寿ぎ、夕子が倒れた際は「頼れるものは何でも頼って、使えるものは何でも頼っていいんですよ子育ては！」と励ますなど、夫妻の子育てを応援する。
オードリー
江月夫妻がかつて飼っていた犬。病気がちだったが長生きし、物語開始の半年前に亡くなった。享年20歳。1・2巻では番外編としてオードリーが主役の4コマが掲載されていた。
巻田（まきた）
江月夫妻と同じマンションの2階に住む一家。夫婦と娘夫婦（タケシとサチ）、孫2人（流星と琉奈）の6人家族。夕子が倒れた際みらいを預かってくれた。
玉川亘・今日子（たまがわ わたる・きょうこ）
妊婦教室で出会った夫妻。娘・飛鳥は保育園でみらいの同級生となる。

## 書誌情報
- タイム涼介 『セブンティウイザン』 新潮社〈BUNCH COMICS〉、全5巻
  1. 2017年2月9日発売[書誌 1]、ISBN 978-4-10-771951-5
  2. 2017年5月9日発売[書誌 2]、ISBN 978-4-10-771975-1
  3. 2017年11月9日発売[書誌 3]、ISBN 978-4-10-772028-3
  4. 2018年4月9日発売[書誌 4]、ISBN 978-4-10-772068-9
  5. 2018年7月9日発売[書誌 5]、ISBN 978-4-10-772098-6
- タイム涼介 『セブンティドリームズ』 新潮社〈BUNCH COMICS〉、既刊4巻（2021年1月9日現在）
  1. 2019年5月9日発売[書誌 6]、ISBN 978-4-10-772180-8
  2. 2020年3月9日発売[書誌 7]、ISBN 978-4-10-772262-1
  3. 2020年4月9日発売[書誌 8]、ISBN 978-4-10-772271-3
  4. 2021年1月9日発売[書誌 9]、ISBN 978-4-10-772355-0

## テレビドラマ
『70才、初めて産みますセブンティウイザン。』（ななじゅっさい はじめてうみますセブンティウイザン）、第5回以降から『70才、初めて産みましたセブンティウイザン。』（ななじゅっさい はじめてうみましたセブンティウイザン）と題して、NHK BSプレミアム「プレミアムドラマ」枠にて2020年4月5日から5月24日まで放送された。全8回。
NHK BS4Kにて2020年4月3日から5月22日まで毎週金曜23時15分から土曜0時5分に先行放送された。
NHK総合の「ドラマ10」枠にて2021年4月2日から16日まで「地上波特別版」として放送された。

### キャスト

#### 主要人物
- 江月朝一 - 小日向文世
- 江月夕子 - 竹下景子
- 染蔵秀雄 - 竜雷太
- 大野恵 - 前田亜季
- 鬼子母龍太郎 - 中村梅雀
- 黄桜豊子 - 伊藤歩
- 巻田タケシ - 矢本悠馬
- 巻田サチ - 蔵下穂波
- 巻田朋子 - ふせえり
- 玉川今日子 - 臼田あさ美
- 玉川亘 - 田中美央
- アチャコ - 笑福亭鶴光
- ハシビロ - 山本圭祐
- 勝村 - 根岸季衣
- 鰯田 - 吉澤健
- 山本 - 宇崎竜童

#### その他
- 巻田大輔 - 河屋秀俊
- 店長 - 原金太郎
- 鮎川 - 酒向芳
- 西海 - 坂田聡
- 沢口 - 吉田健悟
- 産婦人科医 - 小野了
- 若き日の朝一 - 小日向星一（第3回）
- 若き日の夕子 - 逢沢りな（第3回）
- ヒロシ - 入江甚儀（第3回）
- 看護師 - 小山真由
- 三木洋子 - 赤間麻里子（第6回）

### スタッフ
- 原作 - タイム涼介『セブンティウイザン 70才の初産』『セブンティドリームズ 70才からの希望』
- 脚本 - 本調有香
- 音楽 - 村松崇継[16]
- チェロ演奏 - 宮田大
- 主題歌 - 「いのちの歌」（作詞：Miyabi、作曲：村松崇継）[注釈 1][17]
- 演出 - 渡辺一貴（NHKエンタープライズ）、渡辺昭寛
- 制作統括 - 柴田直之（NHK）、西村崇（NHKエンタープライズ）、三木和史（ビデオプランニング）
- プロデューサー - 氏家英樹
- 制作 - NHKエンタープライズ
- 制作・著作 - NHK、ビデオプランニング

### 放送日程
| 放送回 | 放送日  | 放送日  | サブタイトル                              | ラテ欄               | 演出     |
| 放送回 | BSP     | BS4K    | サブタイトル                              | ラテ欄               | 演出     |
| ------ | ------- | ------- | ----------------------------------------- | -------------------- | -------- |
| 第1回  | 4月05日 | 4月03日 | 脳梗塞ではありません、つわりです          | わたし妊娠しました!  | 渡辺一貴 |
| 第2回  | 4月12日 | 4月10日 | タバコやめますか? それともパパやめますか? | 産まれて大丈夫? パパ | 渡辺一貴 |
| 第3回  | 4月19日 | 4月17日 | ねえ、本当に僕の子どもなの?               | 本当に僕の子どもなの |          |
| 第4回  | 4月26日 | 4月24日 | ようこそ、みらいちゃん                    | ようこそみらいちゃん |          |
| 第5回  | 5月03日 | 5月01日 | 夕子のいなくなった世界で                  | 大ピンチ! 妻が倒れた |          |
| 第6回  | 5月10日 | 5月08日 | イヤイヤ いやいや イヤイヤ期              | イヤイヤ期に大苦戦!  |          |
| 第7回  | 5月17日 | 5月15日 | パパ、死んじゃうかも…                     | パパ死んじゃうかも!  |          |
| 最終回 | 5月24日 | 5月22日 | 子育ては青春だ!                           | 子育ては青春です     |          |

| NHK BSプレミアム プレミアムドラマ                         | NHK BSプレミアム プレミアムドラマ                                             | NHK BSプレミアム プレミアムドラマ                      |
| 前番組                                                    | 番組名                                                                        | 次番組                                                 |
| --------------------------------------------------------- | ----------------------------------------------------------------------------- | ------------------------------------------------------ |
| 捜査会議はリビングで おかわり! （2020年2月2日 - 3月22日） | 70才、初めて産みます セブンティウイザン。 （2020年4月5日 - 5月24日）          | 珈琲屋の人々（アンコール） （2020年5月31日 - 6月28日） |
| NHK総合 ドラマ10                                          |                                                                               |                                                        |
| ドリームチーム （2021年1月22日 - 3月12日）                | 地上波特別版 70才、初めて産みますセブンティウイザン。 （2021年4月2日 - 16日） | 半径5メートル （2021年4月30日 - 6月25日）              |